# Chionea crassipes
Chionea crassipes là một loài ruồi trong họ Limoniidae. Chúng phân bố ở miền Cổ bắc.